# سنگه‌دیل

## جغرافیای سیاسی
از جمله مناطق ییلاقی بخش عمارلو، شهرستان رودبار، استان گیلان شمرده می‌شود.

## جغرافیای انسانی
فاقد سکونت دائمی است. از جمله چراگاه‌های دام‌های اهالی بخش عمارلو شمرده می‌شود.

## نام سنگدیل
سنگ به معنی سنگ و دیل هم به معنای جایی که گوسفندان را نگهداری می‌کنند.